# Biblioterapeuta
Biblioterapeuta – osoba stosująca jedną z form terapii zajęciowej, jaką jest biblioterapia, jako metodę psychicznego wsparcia. Psycholog lub psychiatra stosujący czytanie wybranych tekstów jako pomoc terapeutyczną w leczeniu pacjentów.
W instytucjach wychowawczych biblioterapię prowadzą przeważnie nauczyciele, którzy służą pomocą uczniom pod względem rozwojowym i leczniczym. Nauczyciele, którzy nie są pedagogami specjalnymi, chcący posługiwać się biblioterapią, powinni przejść przeszkolenie, na którym poznają szczegóły procesu biblioterapeutycznego.
Biblioterapeuta, postrzegany jako lider, animator grupy i doradca, powinien posiadać pewne predyspozycje, cechy i umiejętności. Powinna to być osoba:
- umiejąca przeprowadzić komunikację wewnątrzgrupową przez kilka etapów: wentylację, walidację i eksperymentowanie
- umiejąca dobrze zdiagnozować problemy i potrzeby uczestnika biblioterapii na podstawie swojej wiedzy psychologiczno-pedagogicznej, intuicji i własnego doświadczenia
- znająca bardzo dobrze literaturę i możliwości jej oddziaływania na uczestnika biblioterapii, w danej sytuacji terapeutycznej
- posiadająca zdolność empatii — łatwość nawiązywania kontaktów, umiejętność wczuwania się w sytuację osoby potrzebującej pomocy, prowadzenia taktownych rozmów, aktywnego słuchania
- posługująca się bogatym, eklektycznym warsztatem terapeutycznym (techniki wizualizacyjne, drama, techniki plastyczne),
- podchodząca z pokorą do podmiotu i przedmiotu swojej działalności — nie ocenia, a akceptuje grupę lub osobę indywidualną
- wyrozumiała dla członków grupy i dla samej siebie
- umiejąca zachować się w zależności od nadrzędnych celów terapii dyrektywnie lub niedyrektywnie.